# Pterobates chalybaea
Pterobates chalybaea är en tvåvingeart som först beskrevs av Roder 1887.  Pterobates chalybaea ingår i släktet Pterobates och familjen svävflugor. Inga underarter finns listade i Catalogue of Life.